# Heiner Moldenschardt

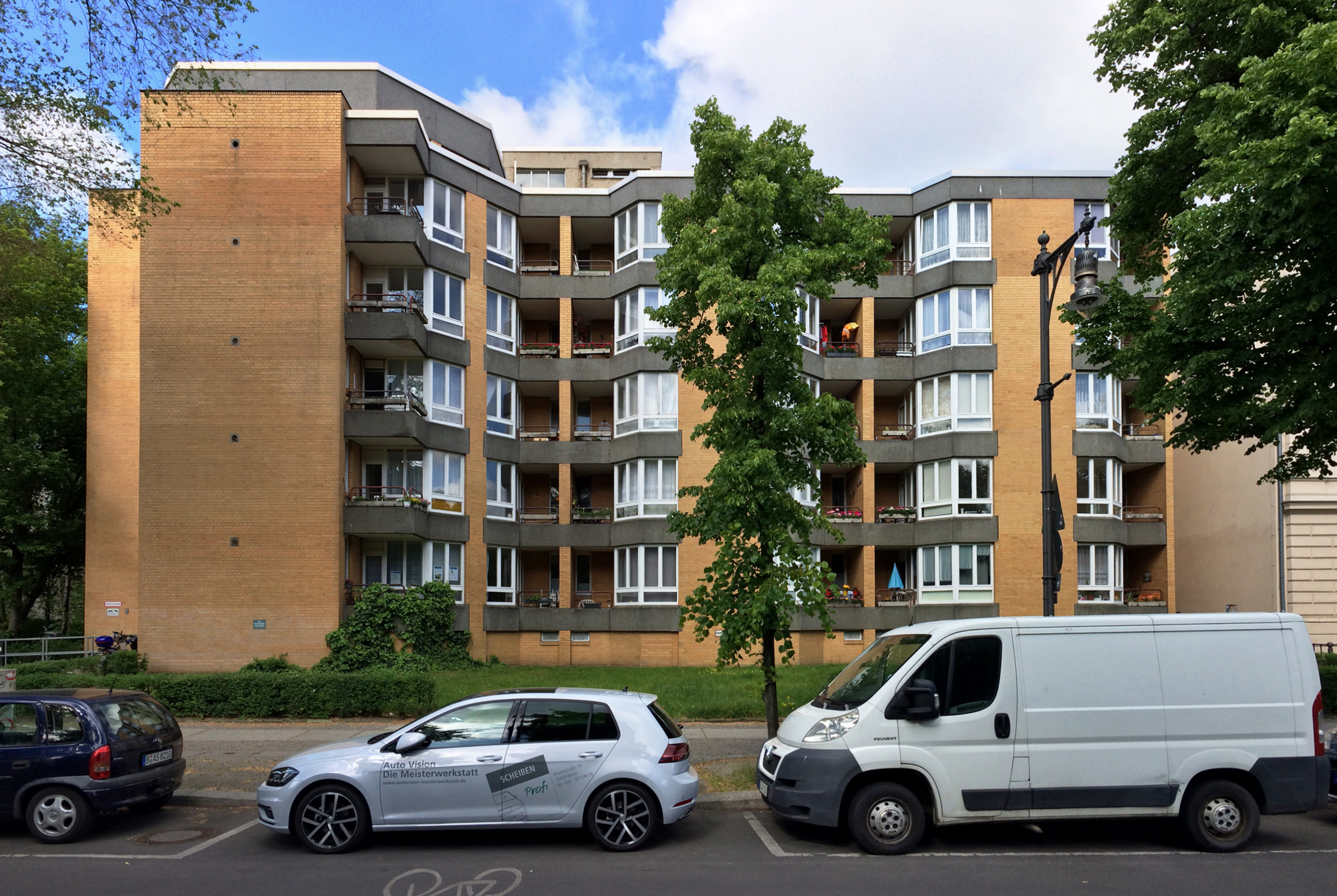
Seniorenwohnhaus Schloßstraße, Berlin-Charlottenburg, 1967–1969

Heinrich Moldenschardt, meist kurz Heiner Moldenschardt genannt, (* 11. September 1929 in Dresden; † 21. November 2011 in Berlin; vollständiger Name: Hans Heinrich Moldenschardt) war ein deutscher Architekt und Hochschulprofessor.

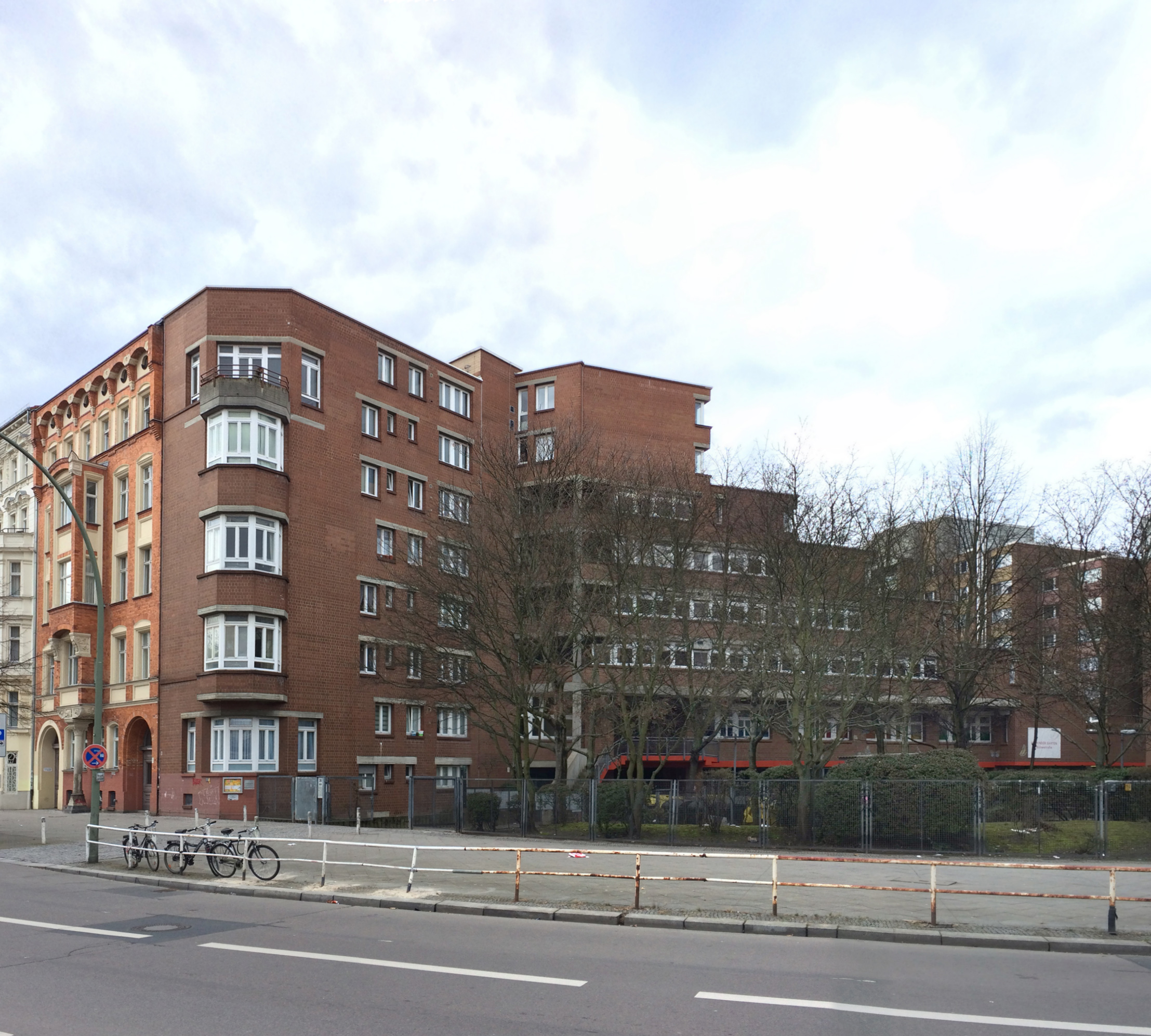
Wohnbebauung Bülowstraße, Berlin-Schöneberg, Planungskollektiv Nr. 1, 1975–1978

## Leben

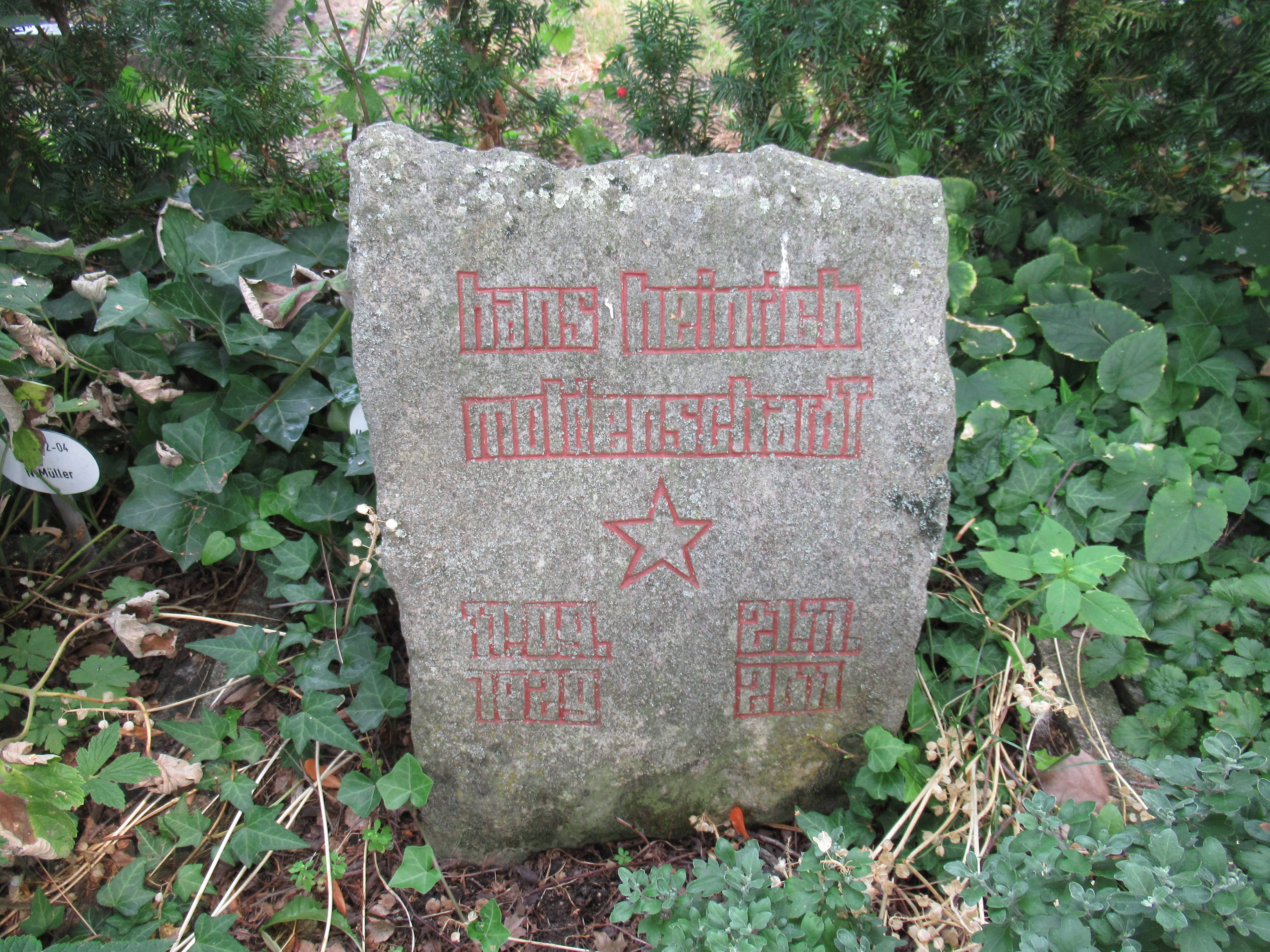
Grabstein für Heiner Moldenschardt auf dem Friedhof Stralau

Moldenschardt war ein Enkel des Architekten Heinrich Moldenschardt. Er wuchs in Wernigerode auf und lebte später in Berlin. Nach dem Studium war er zunächst als freischaffender Architekt tätig. In den 1960er Jahren war er zunächst Mitarbeiter von Paul Baumgarten. Danach arbeitete er von 1962 bis 1967 mit Josef Paul Kleihues zusammen. Unter anderem realisierten sie in Berlin zwei Wohnbebauungen in Gropiusstadt (Horst-Caspar-Steig und Feuchtwangerweg) sowie einen Altenklub in Reinickendorf. Bekannt wurde auch ihr städtebauliches Gutachten für Berlin-Ruhwald von 1967. Im August 1968 wurde er zusammen mit Kleihues in einer Ausgabe der Deutschen Bauzeitung als einer der Vertreter der jüngeren Berliner Generation vorgestellt. Im September 1968 war er an der Ausstellung „Diagnose zum Bauen in West-Berlin“ der Gruppe „Aktion 507“ beteiligt, die sich kritisch mit dem Berliner Städtebau dieser Zeit auseinandersetzte.
Ab 1968 war Heiner Moldenschardt Mitglied der Architektengruppe Planungskollektiv Nr. 1. Mitglieder des Planungskollektivs waren neben Moldenschardt folgende Architekten: Jonas Geist, Helmut Maier, Peter Voigt und Hans Wehrhahn. Zwischen 1970 und 1985 baute das Planungskollektiv Nr. 1 in Berlin, Lübeck, Bielefeld, Schwenningen und Kassel. Von 1975 bis zu seiner Emeritierung 1994 war er Professor für Bauplanung und Raumstruktur an der Hochschule für bildende Künste Hamburg.
1974 wurde er in die Akademie der Künste Berlin aufgenommen und war dort von 2006 bis 2009 Stellvertretender Direktor der Sektion Baukunst.
Heinrich Moldenschardt starb am 21. November 2011 im Alter von 82 Jahren.

## Auszeichnungen
- 1956: Kunstpreis der Stadt Berlin, Förderungspreis